# Zomerdriehoek

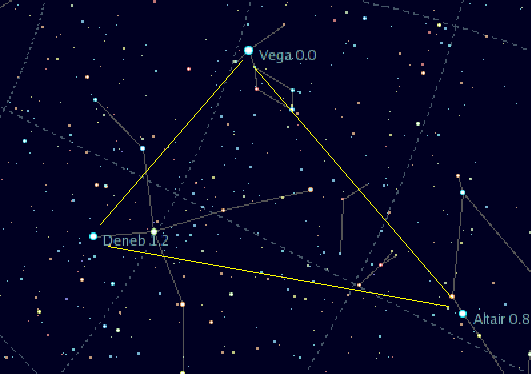
De zomerdriehoek

De zomerdriehoek is een asterisme in de vorm van een driehoek dat tijdens de zomer duidelijk waar te nemen is aan de nachthemel van het noordelijk halfrond. Het heeft, met enige fantasie, de vorm van een gelijkbenige driehoek met de top wijzend naar het noorden.

## Sterren
De zomerdriehoek wordt gevormd door drie sterren:
| Naam Ster | Naam sterrenbeeld | Magnitude | Lichtkracht (xzon) | Spectraalklasse | Afstand tot de Aarde (lichtjaar) |
| --------- | ----------------- | --------- | ------------------ | --------------- | -------------------------------- |
| Wega      | Lier              | 0,03      | 52                 | A0Va            | 25,04                            |
| Deneb     | Zwaan             | 1,25      | 70000              | A2Ia            | 1412                             |
| Altair    | Arend             | 0,77      | 10                 | A7V             | 16,73                            |

## Naam
Het was Johann Elert Bode die voor het eerst in 1816 de drie sterren tot een driehoek verbond op een sterrenkaart, maar er geen naam aan gaf. Karl von Littrow zette in 1854 de woorden "großes und gleichschenkliges Dreieck am Himmel" (opvallende gelijkbenige driehoek) bij deze sterren in zijn heruitgave van de sterrenatlas van zijn vader Johann Joseph von Littrow.
In het begin van de twintigste eeuw kreeg het 'sterrenbeeld' weer enige aandacht toen de Oostenrijkse astronoom Oswald Thomas eind 1920 deze drie sterren beschreef als het "Großes Dreieck" en later in 1934 als "Sommerliches Dreieck".
De naam zomerdriehoek (Summer Triangle) werd pas populair in de jaren 1950 in Groot-Brittannië, dankzij Sir Patrick Moore, hoewel hij dus de naam niet uitgevonden had.